# David A. Hardy
David A. Hardy (10 april 1936 in Bournville, nabij Birmingham, V.K.) is een Britse 'space'-schilder. Hij is gespecialiseerd in fantasy, sciencefiction en boekillustraties voor deze genres. In Nederland werd hij redelijk bekend door zijn illustraties voor de twee boeken (samen met Patrick Moore) 'Challenge of the Stars' (het avontuur van de ruimte) uit 1972, heruitgegeven als 'New Challenge of the Stars' (de ruimte lokt) in 1978. Beide boeken werden uitgegeven door het Spectrum.
Verder heeft hij vele illustraties gemaakt voor boeken over de ruimte en sf-boeken.
De planetoïde 13329 Davidhardy, ontdekt in 1998 door Kitt Peak National Observatory met het project Spacewatch, is naar hem genoemd.